# 三危山
三危山，位於今中華人民共和國甘肃省敦煌市东南25公里處。三危山因有三座山峯，山體陡峭，而得名三危山，又有名卑羽山。
三危山在傳疑時代已有其記載，三苗氏被舜及禹擊敗後被逼遷至三危，並在那裏成為西戎的祖先。後南北朝時期北魏太武帝拓跋燾進攻吐谷渾時有別將杜豐經三危山追擊，擒獲吐谷渾首領慕利延侄兒被囊等人。